# Список самых длинных мостов России

Список самых длинных мостов России — включает мосты, длина которых превышает 1000 метров. В итоговую длину моста засчитывается длина как самого моста, так и эстакад к нему примыкающих. Так же эта конструкция не должна прерываться на обычные участки дороги идущие по земле. Разделенные таким образом мосты, если их отдельные части не превышают 1000 метров, в этот список не вносятся. Бежевым цветом выделены строящиеся мосты. Голубым цветом выделены мосты, проезд по которым является платным. 
| №  | Длина, метров | Название моста                                   | Год открытия | Полос / путей   | Место расположения                           | Информация | Изображение |
| -- | ------------- | ------------------------------------------------ | ------------ | --------------- | -------------------------------------------- | --- | ----------- |
| 1* | 18118,05      | Крымский мост                                    | 2019         | 2 пути          | Краснодарский край — Крым                    | Является крупнейшим мостом российской постройки, но бо́льшая его часть расположена в пределах «непризнанной территории» Крыма, а участок моста, расположенный в пределах Краснодарского края, по сравнению с другими мостами России не является самым длинным — так, протяжённость автомобильной дороги от таманского берега вдоль Тузлинской косы составляет почти 4,5 км трассы. |             |
| 1* | 16857,28      | Крымский мост                                    | 2018         | 4 полосы        | Краснодарский край — Крым                    | Является крупнейшим мостом российской постройки, но бо́льшая его часть расположена в пределах «непризнанной территории» Крыма, а участок моста, расположенный в пределах Краснодарского края, по сравнению с другими мостами России не является самым длинным — так, протяжённость автомобильной дороги от таманского берега вдоль Тузлинской косы составляет почти 4,5 км трассы. |             |
| 2  | 9378          | Южная эстакада Западного скоростного диаметра    | 2016         | 8 полос         | Санкт-Петербург                              | Включает в себя двухъярусный мост через Морской канал (734 м) и вантовый мост через Корабельный фарватер (622 м). |             |
| 3  | 8794,5        | Северная эстакада Западного скоростного диаметра | 2016         | 8 полос         | Санкт-Петербург                              | Включает в себя вантовый мост через Петровский фарватер (580 м) и мост через Елагинский фарватер (1709 м). |             |
| 4  | 7194          | Железнодорожный мост Нижнеленинское — Тунцзян    | 2022         | 1 путь          | Еврейская автономная область — КНР           | Первый железнодорожный мост между Россией и Китаем через акваторию пограничной реки Амур. Длина моста — 7194 м, 309 м из них приходится на территорию России. |             |
| 5  | 5825          | Президентский мост                               | 2009         | 4 полосы        | Ульяновск                                    | Строительство двухъярусного моста было начато в 1986 году. Нижний ярус предназначен для скоростного трамвая, но в настоящее время не используется. |             |
| 6  | 4698          | Эстакада московского монорельса                  | 2004         | 2 пути          | Москва                                       | Планируется переустройство под парк. |             |
|    | 4610          | Ленский мост                                     | 2028         | 2 полосы        | Якутск                                       | Автомобильный мост, соединяющий Якутск с правым берегом реки Лены |             |
| 7  | 4364          | Мост через Амурский залив                        | 2012         | 4 полосы        | Владивосток                                  | Низководный мост через Амурский залив, соединяющий полуостров Де-Фриз и полуостров Муравьёва-Амурского. |             |
| 8  | 3893          | Мост через Юрибей                                | 2009         | 1 путь          | Ямало-Ненецкий автономный округ              | Железнодорожный мост на линии Обская — Бованенково. Самый длинный мост за Полярным кругом. |             |
| 9  | 3891          | Амурский мост                                    | 1916         | 2 пути          | Хабаровск — Еврейская автономная область     | Изначально построен как исключительно железнодорожный, автомобильная часть моста построена позднее. Мост изображен на купюре пять тысяч рублей Банка России. В 1999 завершилась реконструкция моста и старые исторические пролёты были демонтированы. Один из этих пролетов был сохранен и стал экспонатом Музея истории Амурского моста.                                         |             |
| 9  | 3891          | Амурский мост                                    | 1999         | 4 полосы        | Хабаровск — Еврейская автономная область     | Изначально построен как исключительно железнодорожный, автомобильная часть моста построена позднее. Мост изображен на купюре пять тысяч рублей Банка России. В 1999 завершилась реконструкция моста и старые исторические пролёты были демонтированы. Один из этих пролетов был сохранен и стал экспонатом Музея истории Амурского моста.                                         |             |
| 10 | 3750          | Мост через Волгу (обход Тольятти)                | 2024         | 4 полосы        | Самарская область                            | Мост является участком строительства обхода Тольятти, который будет частью международного транспортного маршрута «Европа - Западный Китай» и федеральной трассы М5 «Урал». |             |
| 11 | 3510          | Юбилейный мост                                   | 2010         | 4 полосы        | Ярославль                                    | |             |
| 12 | 3362          | Мост через Волгу (М12)                           | 2023         | 4 полосы        | Татарстан                                    | Мост является частью федеральной трассы М12 «Восток». |             |
| 13 | 3100          | Русский мост                                     | 2012         | 4 полосы        | Владивосток                                  | Вантовый мост через пролив Босфор Восточный на остров Русский, имеет самый большой в мире пролёт среди вантовых мостов длиной 1104 метра. Мост изображен на купюре номиналом две тысячи рублей билета Банка России. |             |
| 14 | 2884          | Большой Обуховский мост                          | 2004         | 8 полос         | Санкт-Петербург                              | Вантовый мост с пролётом длиной 382 метра — первый неразводной через Неву. |             |
| 15 | 2804          | Саратовский мост                                 | 1965         | 3 полосы        | Саратовская область                          | Мост соединяет города Саратов и Энгельс. На момент постройки был самым длинным в Европе. На строительстве моста снимался художественный фильм «Строится мост» (1965). |             |
| 16 | 2670          | Мост Восточного выезда                           | 2024         | 4 полосы        | Уфа                                          | Часть проекта «Восточный выезд Уфы», включающего в себя тоннель и мостовой переход с эстакадой. Мост соединит Уфу с федеральной трассой М5 «Урал». |             |
| 17 | 2517          | Железнодорожный мост в Красной Поляне (29 км)    | 2013         | 2 пути          | Краснодарский край                           | железная дорога Адлер — Красная Поляна, 29 км |             |
| 18 | 2514          | Волгоградский мост                               | 2009         | 4 полосы        | Волгоград                                    | Волгоградский мост является частью сложного инфраструктурного проекта, который запускается поочередно в 4 этапа. На данный момент действует только левобережная эстакадная часть моста. В будущем планируется что на уже установленные опоры будет смонтирована правобережная эстакадная часть моста и его пропускная способность увеличится вдвое.                               |             |
| 19 | 1242          | Большой Сурский мост                             | 2012         | 2 полосы        | Чувашия                                      | Движение по мосту является односторонним: Чебоксары -> Москва. Мост является частью федеральной трассы М7 «Волга». |             |
| 19 | 2416          | Большой Сурский мост                             | 2024         | 2 полосы        | Чувашия                                      | Движение по мосту является односторонним: Москва -> Чебоксары. |             |
| 20 | 2351          | Саратовский мост (новый)                         | 2000         | 2 полосы        | Саратов                                      | Строительство моста началось в 1991 году. Официальное открытие первой очереди состоялось 16 декабря 2000 года. Вторая очередь была открыта 16 октября 2009 года. |             |
| 20 | 2351          | Саратовский мост (новый)                         | 2009         | 2 полосы        | Саратов                                      | Строительство моста началось в 1991 году. Официальное открытие первой очереди состоялось 16 декабря 2000 года. Вторая очередь была открыта 16 октября 2009 года. |             |
| 21 | 2255          | Темерницкий мост                                 | 2010         | 6 полос         | Ростов-на-Дону                               | Самый длинный мост через Дон. |             |
| 22 | 2208          | Старомацестинский виадук                         | 2013         | 2 полосы        | Сочи                                         | |             |
| 23 | 2145          | Метромост через Обь                              | 1986         | 2 пути          | Новосибирск                                  | Крытый мост. Самый длинный метромост в мире (без учета надземных участков линий метро). |             |
| 24 | 2110          | Мост им. Валентина Солохина                      | 2000         | 2 полосы        | Ханты-Мансийский автономный округ — Югра     | Построен в 1995—2000 годах. Вантовый мост через Обь с пролётом длиной 408 метров — самый длинный на момент открытия на постсоветском пространстве. Рядом расположен Югорский железнодорожный мост. |             |
| 25 | 2097,5        | Бугринский мост                                  | 2014         | 6 полос         | Новосибирск                                  | Арочный мост через Обь с самым длинным в странах бывшего СССР пролётом — 380 метров. |             |
| 26 | 2089          | Императорский мост                               | 1916         | 1 путь          | Ульяновск                                    | Изначально построен как исключительно железнодорожный, автомобильная часть моста построена позднее. |             |
| 26 | 2089          | Императорский мост                               | 1958         | 2 полосы        | Ульяновск                                    | Изначально построен как исключительно железнодорожный, автомобильная часть моста построена позднее. |             |
| 27 | 2010          | Югорский железнодорожный мост                    | 1975         | 1 путь          | Ханты-Мансийский автономный округ — Югра     | Железнодорожный мост через Обь по соседству с мостом им. Валентина Солохина, предназначенным для автомобильного движения. |             |
| 28 | 1965          | Мост через Туру (Туринск)                        | 2008         | 2 полосы        | Свердловская область                         | Мост через Туру в Туринске |             |
| 29 | 1932          | Мост через Зею (новый)                           | 2023         | 2 полосы        | Благовещенск                                 | Второй автомобильный мост, соединяющий Благовещенск с левым берегом реки Зеи. |             |
| 30 | 1901          | Мост через Дон                                   | 2023         | 4 полосы        | Ростов-на-Дону                               | Мост строился в рамках проекта Восточного обхода Ростова-на-Дону, который позволил автомобильному потоку объезжать города Ростов-на-Дону и Аксай. |             |
| 31 | 1883          | Второй эстакадный мост                           | 2011         | 6 полос         | Калининград                                  | Строительство моста началось в 1985 году, в 1992—2006 годах было заморожено. |             |
| 32 | 1800          | Северный мост                                    | 1985         | 6 полос 2 пути  | Воронеж                                      | Двухъярусный мост. Верхний ярус предназначен для трамвая, но с 2009 года не используется. |             |
| 33 | 1792          | Железнодорожный мост в Красной Поляне (38 км)    | 2013         | 2 пути          | Краснодарский край                           | Железная дорога Адлер — Красная Поляна, 38 км |             |
| 34 | 1771          | Мост через Зею                                   | 1981         | 2 полосы        | Благовещенск                                 | Автомобильный мост, соединяющий Благовещенск с левым берегом реки Зеи |             |
|    | 1758          | Мост через Обь                                   |              | 4 полосы        | Сургут                                       | Мост спроектирован таким образом, чтобы пустить основной грузовой поток в объезд города и разгрузить старый двухполосный мост им. Валентина Солохина (Югорский мост). |             |
| 35 | 1737          | Красавинский мост                                | 2005         | 6 полос         | Пермь                                        | Строительство моста началось в 1997 году. |             |
| 36 | 1730          | Саратовский железнодорожный мост                 | 1935         | 1 путь          | Саратов                                      | Проект моста был утверждён в 1917 году, но строительство началось лишь в 1930. |             |
| 37 | 1709          | Мост через Елагинский фарватер                   | 2016         | 8 полос         | Санкт-Петербург                              | Является частью Западного скоростного диаметра. |             |
| 38 | 1646          | Кинешемский мост                                 | 2003         | 4 полосы        | Кинешма                                      | Мост начал строиться в 1984 году как совмещённый (двухъярусный) автомобильно-железнодорожный, достроен по изменённому проекту как автомобильный. |             |
| 39 | 1615          | Академический мост                               | 2007         | 6 полос         | Иркутск                                      | Проект моста был утверждён в 1995 году, но строительство началось лишь в 1999 году. |             |
| 40 | 1611          | Мост через Кольский залив                        | 2005         | 4 полосы        | Мурманск                                     | Строительство моста началось в 1992 году. С открытия и до постройки моста через Юрибей был самым длинным мостом за Полярным кругом. Остаётся самым длинным автомобильным мостом в Заполярье. |             |
| 41 | 1608,8        | Борский мост                                     | 1935         | 1 путь          | Нижегородская область                        | Соединяет города Нижний Новгород и Бор. Изначально построен как исключительно железнодорожный. Автомобильная часть моста с еще одним ж/д путем построены позднее. Рядом с Борским мостом также построен Второй Борский мост. |             |
| 41 | 1608,8        | Борский мост                                     | 1965         | 1 путь 2 полосы | Нижегородская область                        | Соединяет города Нижний Новгород и Бор. Изначально построен как исключительно железнодорожный. Автомобильная часть моста с еще одним ж/д путем построены позднее. Рядом с Борским мостом также построен Второй Борский мост. |             |
| 42 | 1608,16       | Богучанский мост                                 | 2011         | 2 полосы        | Красноярский край                            | Мост через Ангару; в перспективе планируется достройка под железнодорожное движение. |             |
| 43 | 1608          | Мост через Каму (Р239)                           | 2002         | 2 полосы        | Татарстан                                    | Строительство моста началось в 1992 году. Официальное открытие первой очереди состоялось 18 октября 2002 года. Вторая очередь была открыта 30 августа 2016 года. |             |
| 43 | 1608          | Мост через Каму (Р239)                           | 2016         | 2 полосы        | Татарстан                                    | Строительство моста началось в 1992 году. Официальное открытие первой очереди состоялось 18 октября 2002 года. Вторая очередь была открыта 30 августа 2016 года. |             |
| 44 | 1598          | Чусовской мост                                   | 1996         | 2 полосы        | Пермь                                        | Строительство моста началось в 1988 году и завершилось в 1996. В 2019 году началось строительство второй очереди моста. Завершилось в 2022. |             |
| 44 | 1598          | Чусовской мост                                   | 2022         | 2 полосы        | Пермь                                        | Строительство моста началось в 1988 году и завершилось в 1996. В 2019 году началось строительство второй очереди моста. Завершилось в 2022. |             |
| 45 | 1562          | Николаевский мост                                | 2015         | 6 полос         | Красноярск                                   | Четвёртый автомобильный мост через Енисей в черте Красноярска. Построен рядом со старейшим в городе железнодорожным мостом |             |
|    | 1554          | Центральный мост                                 |              | 6 полос         | Новосибирск                                  | Мост обеспечит выходы на федеральные трассы «Иртыш», «Чуйский тракт» и «Сибирь» и будет четвёртым автомобильным мостом через Обь в городской черте Новосибирска. |             |
| 46 | 1548          | Левобережная часть Краснофлотского моста         | 1990         | 4 полосы        | Архангельск                                  | Мостовой переход проходит через левую протоку Северной Двины, остров Краснофлотский и затем правую протоку Северной Двины. |             |
| 47 | 1460          | Живописный мост                                  | 2007         | 8 полос         | Москва                                       | Первый вантовый автодорожный мост в Москве. Самый высокий мост такого типа в Европе на момент строительства. |             |
| 48 | 1450,9        | Второй Борский мост                              | 2017         | 2 полосы        | Нижний Новгород                              | Расположен рядом с Борским мостом. Используется для выезда транспорта из города. |             |
| 49 | 1440          | Мост через Ахтубу                                | 2017         | 2 полосы        | Волгоградская область                        | Это сооружение длиной 6,5 километра: мост длиной 1435 м. и эстакада длиной 665 м; остальные 4,3 километра — это насыпи и дамбы. |             |
| 49 | 1440          | Мост через Ахтубу                                | 2020         | 2 полосы        | Волгоградская область                        | Это сооружение длиной 6,5 километра: мост длиной 1435 м. и эстакада длиной 665 м; остальные 4,3 километра — это насыпи и дамбы. |             |
| 50 | 1436          | Сызранский мост                                  | 1880         | 2 пути          | Октябрьск                                    | Является частью железнодорожной магистрали Москва — Сызрань — Самара. |             |
| 51 | 1435,3        | Мост через Амур                                  | 1975         | 1 путь          | Комсомольск-на-Амуре                         | Является частью Байкало-Амурской магистрали. |             |
| 51 | 1435,3        | Мост через Амур                                  | 1981         | 2 полосы        | Комсомольск-на-Амуре                         | Является частью Байкало-Амурской магистрали. |             |
| 52 | 1410,15       | Мост через Канал имени Москвы                    | 2020         | 4 полосы        | Московская область                           | Мост является частью Центральной кольцевой автомобильной дороги. |             |
| 53 | 1393          | Муромский мост                                   | 2009         | 2 полосы        | Владимирская область — Нижегородская область | Занял первое место в интернет-голосовании «Самый красивый мост России», проводившемся на сайте Федерального дорожного агентства. |             |
| 54 | 1388,09       | Золотой мост                                     | 2012         | 6 полос         | Владивосток                                  | Мост был построен в рамках программы подготовки города к проведению саммита АТЭС. |             |
| 55 | 1377,6        | Мост через Оку                                   | 2023         | 4 полосы        | Владимирская область — Нижегородская область | Мост находится на федеральной трассе М12 «Восток». |             |
| 56 | 1344          | Нижегородский метромост                          | 2009         | 4 полосы        | Нижний Новгород                              | В верхнем ярусе моста находится автодорога с двумя полосами в обоих направлениях, в нижнем проложены пути для поездов Нижегородского метро. |             |
| 56 | 1234          | Нижегородский метромост                          | 2012         | 2 пути          | Нижний Новгород                              | В верхнем ярусе моста находится автодорога с двумя полосами в обоих направлениях, в нижнем проложены пути для поездов Нижегородского метро. |             |
| 57 | 1334          | Мост через Надым                                 | 2015         | 2 полосы        | Ямало-Ненецкий автономный округ              | В будущем мост станет совмещенным — автомобильно-железнодорожным. Работы по строительству железнодорожной части моста заморожены. |             |
| 58 | 1332          | Хостинский виадук                                | 1977         | 4 полосы        | Краснодарский край                           | |             |
|    | 1328          | Мост через Волго-Донской канал                   |              | 4 полосы        | Волгоград                                    | Мост является участком строительства обхода Волгограда, который будет частью международного транспортного коридора «Север – Юг». |             |
| 59 | 1316          | Мост «Красный Дракон»                            | 2004         | 2 полосы        | Ханты-Мансийск                               | Занял второе место в интернет-голосовании «Самый красивый мост России», проводившемся на сайте Федерального дорожного агентства. |             |
| 60 | 1314          | Мост через Тулому                                | 2023         | 1 путь          | Мурманская область                           | Мост соединяет глубоководный угольный порт Лавна с остальной железнодорожной сетью России. |             |
| 61 | 1300          | Мост через Каму (у Нижнекамска)                  | 2024         | 4 полосы        | Татарстан                                    | Автодорожный мост между селами Котловка и Ильинка. В будущем этот мост и объездная дорога Нижнекамска станут продолжением трассы М-12 Москва-Казань с выездом на Екатеринбург. Движение открыто в декабре 2024 года. |             |
| 62 | 1284          | Мост Благовещенск — Хэйхэ                        | 2022         | 2 полосы        | Амурская область — КНР                       | Автодорожный мост между Россией и Китаем через акваторию пограничной реки Амур. |             |
| 63 | 1251,6        | Мост через Северную Двину (Котлас)               | 2002         | 2 полосы        | Котлас                                       | Автодорожный мостовой переход через реку Малую Северную Двину у Котласа — один из крупнейших мостовых переходов на Северо-Западе России. |             |
| 64 | 1236          | Костромской мост                                 | 1970         | 4 полосы        | Кострома                                     | Единственный автодорожный мост через Волгу на участке между Ярославлем и Кинешмой. |             |
| 65 | 1227          | Вятскополянский мост                             | 2007         | 2 полосы        | Кировская область                            | Автомобильно-пешеходный мост через реку Вятку. |             |
| 66 | 1220          | Мост через реки Кривая Болда и Прямая Болда      | 2011         | 4 полосы        | Астрахань                                    | В составе общегородской транзитной магистрали непрерывного движения в Астрахани. |             |
| 67 | 1196          | Высокогорский мост                               | 2023         | 2 полосы        | Красноярский край                            | Мост является самым северным мостом через Енисей. |             |
| 68 | 1166,85       | Архангельский мост                               | 2022         | 6 полос         | Череповец                                    | Автомобильный вантовый мост через реку Шексну. Мост завершил создание транспортного кольца Череповца. |             |
| 69 | 1110          | Правобережная часть Краснофлотского моста        | 1990         | 4 полосы        | Архангельск                                  | Мостовой переход проходит через левую протоку Северной Двины, остров Краснофлотский и затем правую протоку Северной Двины. |             |
| 70 | 1094          | Северодвинский мост                              | 1964         | 1 путь 2 полосы | Архангельск                                  | Автомобильный, железнодорожный и пешеходный мост в городе Архангельске. |             |
| 71 | 1082          | Мост через Каму (Камбарка)                       | 2017         | 2 полосы        | Удмуртия                                     | Является частью автодорожного перехода через реки Кама и Буй, общей длиной 15,5 км. С появлением этого транспортного перехода, проезд из Ижевска в Уфу сократился на 150 километров. |             |
| 72 | 1080          | Сартаковский железнодорожный мост                | 1961         | 1 путь          | Нижний Новгород                              | Однопутный железнодорожный мост. |             |
| 73 | 1073,5        | Железнодорожный мост через Зею                   | 1982         | 1 путь          | Верхнезейск                                  | Мост является частью Байкало-Амурской магистрали. |             |
| 74 | 1063,2        | Романовский мост                                 | 1913         | 1 путь          | Зеленодольск                                 | Железнодорожный мост через Волгу. В 2011 завершилась реконструкция моста. Один из пролётов старого царского моста было решено сохранить, и соорудить из него памятник мосту. Однако последний дореволюционный пролёт был варварски уничтожен летом 2011 года, а за памятник чиновники предложили считать его небольшие фрагменты.                                                 |             |
| 74 | 1063,2        | Романовский мост                                 | 1957         | 1 путь          | Зеленодольск                                 | Железнодорожный мост через Волгу. В 2011 завершилась реконструкция моста. Один из пролётов старого царского моста было решено сохранить, и соорудить из него памятник мосту. Однако последний дореволюционный пролёт был варварски уничтожен летом 2011 года, а за памятник чиновники предложили считать его небольшие фрагменты.                                                 |             |
| 75 | 1063,15       | Мост над Судопропускным сооружением С-2          | 2011         | 6 полос         | Санкт-Петербург                              | Является частью комплекса защитных сооружений Санкт-Петербурга от наводнений. |             |
| 76 | 1025,4        | Займищенский мост                                | 1989         | 4 полосы        | Татарстан                                    | Мост является частью федеральной трассы М7 «Волга». |             |
| 77 | 1023          | Пуровский мост                                   | 2020         | 2 полосы        | Ямало-Ненецкий автономный округ              | Мост построен по концессионному соглашению, в связи с чем для грузового транспорта проезд по мосту платный. «Региональная инфраструктурная компания» будет в течение 15 лет с момента открытия окупать вложенные в постройку средства. |             |
| 78 | 1020          | Тургеневский мост                                | 1985         | 4 полосы        | Краснодарский край                           | Автомобильный мост через реку Кубань, соединяющий Краснодар и посёлок Новая Адыгея. |             |
| 79 | 1006          | Мызинский мост                                   | 1981         | 6 полос         | Нижний Новгород                              | Мост является частью федеральной трассы М7 «Волга». |             |
| 80 | 1001,4        | Мост через Вах                                   | 2016         | 2 полосы        | Ханты-Мансийский автономный округ — Югра     | Мост через реку Вах у Излучинска на автодороге Нижневартовск — Стрежевой. |             |